# Jeanne Robinson
Jeanne Robinson, född 30 mars 1948, död 30 maj 2010 var en kanadensisk science fiction-författare som tillsammans med sin make Spider Robinson 1977 belönades med Nebulapriset för kortromanen Stardance.
De har tillsammans skrivit:
- Stardance (1979)
- Starseed (1991)
- Starmind (1995)

The Star Dancers (1997) är en samlingsvolym av Stardance och Starseed.